# Zonosaurus brygooi
Espèce
Statut de conservation UICN

 LC  : Préoccupation mineure
Zonosaurus brygooi est une espèce de sauriens de la famille des Gerrhosauridae.

## Répartition
Cette espèce est endémique de Madagascar.

## Description
Cette espèce est ovipare. Elle mesure jusqu'à 30 cm.

## Étymologie
Cette espèce est nommée en l'honneur d'Édouard Raoul Brygoo.

## Publication originale
- Lang & Böhme, 1990 : A new species of the Zonosaurus rufipes-complex (Reptilia: Squamata: Gerrhosauridae) from Northern Madagascar. Bulletin de l'Institut Royal des Sciences Naturelles de Belgique, Biologie, vol. 59, p. 163-168.